# Státník
Státník je politik, který je chápán jako autorita ve vedení státu nebo jeho zastupování navenek. Za státníka je obvykle označován prezident a předseda vlády.